# Yemin Moshe
Yemin Moshe (em hebraico:  ימין משה "Moses Memorial") é um bairro histórico em Jerusalém, com vista para a Cidade Velha.

## História

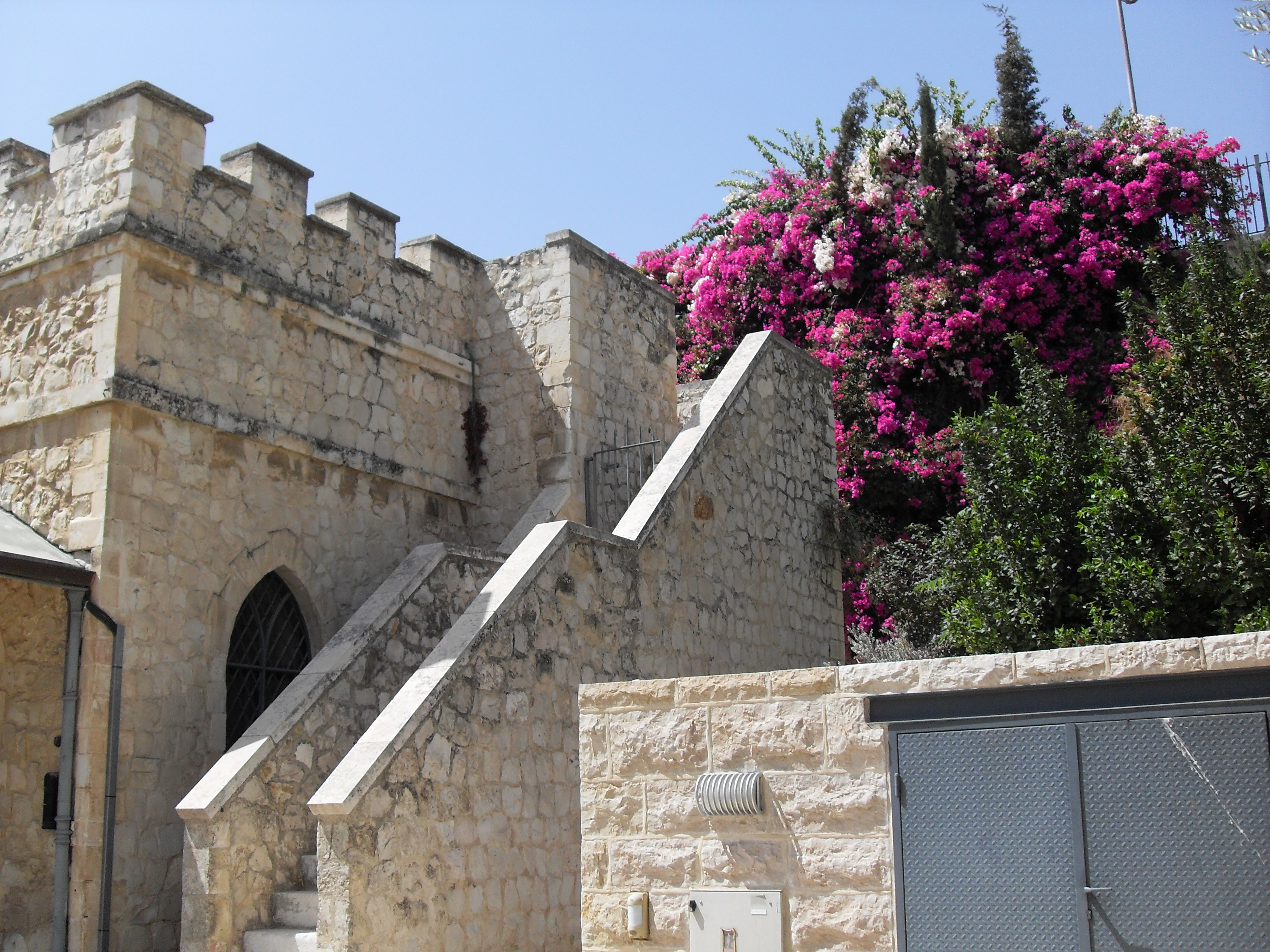
Bougainvillea em Mishkenot Sha'ananim

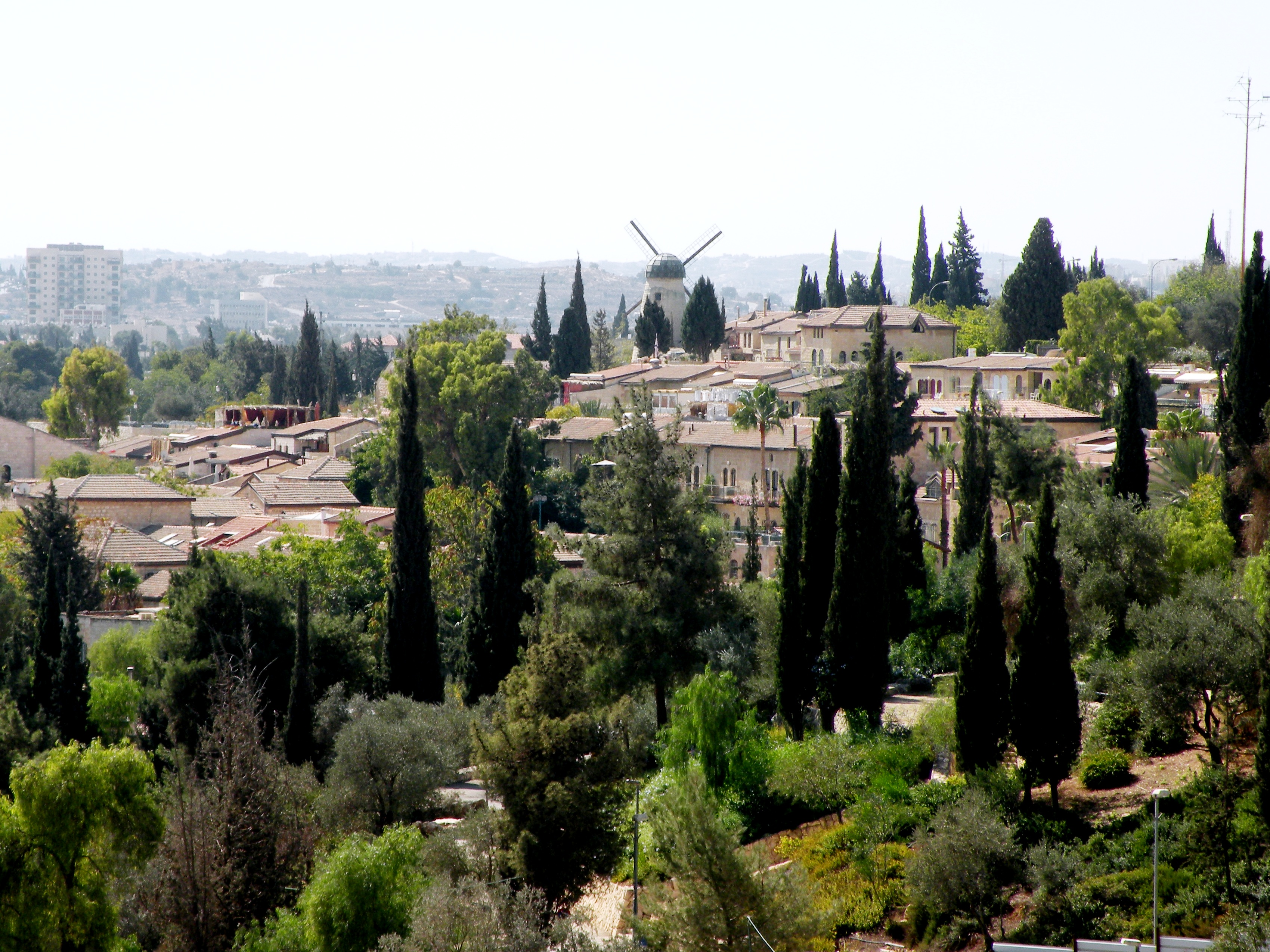
Vista de Yemin Moshe

Yemin Moshe foi criada em 1892-1894 pelo Fundo de Bem-Estar de Montefiore. Localizado fora da Cidade Velha de Jerusalém, foi concebido como uma solução para a superlotação e condições insalubres dentro dos muros. O Fundo dava continuidade ao trabalho feito pelo banqueiro judeu britânico Moses Montefiore e o novo projeto deveria marcar o sétimo ano após a morte do filantropo. O nome comemora o primeiro nome de Montefiore e um versículo do Livro de Isaías (Isaías 63:11–12).
A terra foi comprada em 1855 por Montefiore com dinheiro da propriedade de Judá Touro e passou a ser conhecida como Kerem Moshe VeYehudit, Moses e Judith Vineyard, em homenagem a Montefiore e sua esposa.

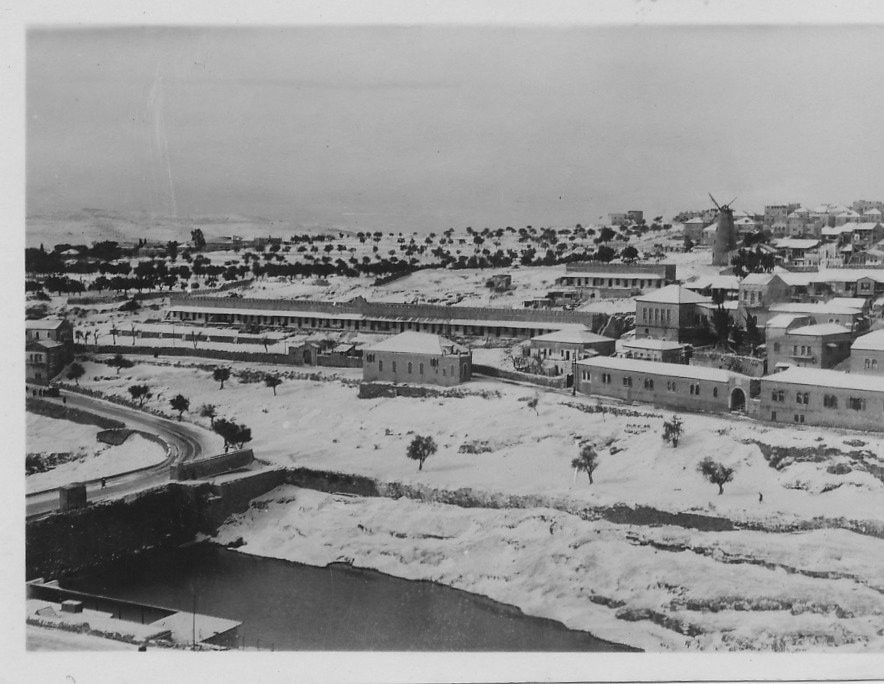
Yemin Moshe na neve. Década de 1920.

### Moinho de vento
Montefiore deixou uma marca indelével na paisagem de Jerusalém ao construir em 1857 o moinho de vento no que mais tarde se tornou o bairro de Yemin Moshe. O moinho de vento entrou em operação em 1860. A ideia por trás disso era desmamar os moradores de sua dependência da halukka, ou caridade. Montefiore acreditava que um moinho poderia lhes fornecer uma fonte de sustento, mas só funcionou por aproximadamente 19 anos.

### Mishkenot Sha'ananim
O primeiro projeto habitacional, Mishkenot Sha'ananim, consistia em duas fileiras de edifícios. Suas primeiras casas foram concluídas em 1860 e continham 28 apartamentos de um quarto e meio. O complexo também tinha uma cisterna de água com uma bomba de ferro importada da Inglaterra, um mikveh e um forno comunitário. Poucas pessoas estavam preparadas para viver lá na época devido à sua localização fora das muralhas da cidade, em uma área aberta para saqueadores beduínos. Apenas os pobres aceitaram a oferta, apesar dos apartamentos mais higiênicos e relativamente espaçosos, e a fundação até recorreu a pagar pessoas para persuadi-los. Um muro foi construído ao redor das casas e o portão de acesso foi trancado à noite. A segunda fileira de casas de Mishkenot Sha'ananim foi construída em 1866, quando uma epidemia de cólera estava em seu auge na Cidade Velha. Algumas pessoas haviam se instalado no novo bairro durante o dia, mas até agora se recusaram a ficar lá à noite, no entanto, agora eles se mudaram totalmente porque a doença provou ser uma ameaça maior do que os ladrões noturnos.

### Yemin Moshe
O bairro de Yemin Moshe foi construído em 1892-1894 nas terras restantes ao redor de Mishkenot Sha'ananim. Joseph Sebag Montefiore, sobrinho de Moses Montefiore, assinou os acordos que permitiram o projeto de construção no terreno Kerem Moshe VeYehudit.

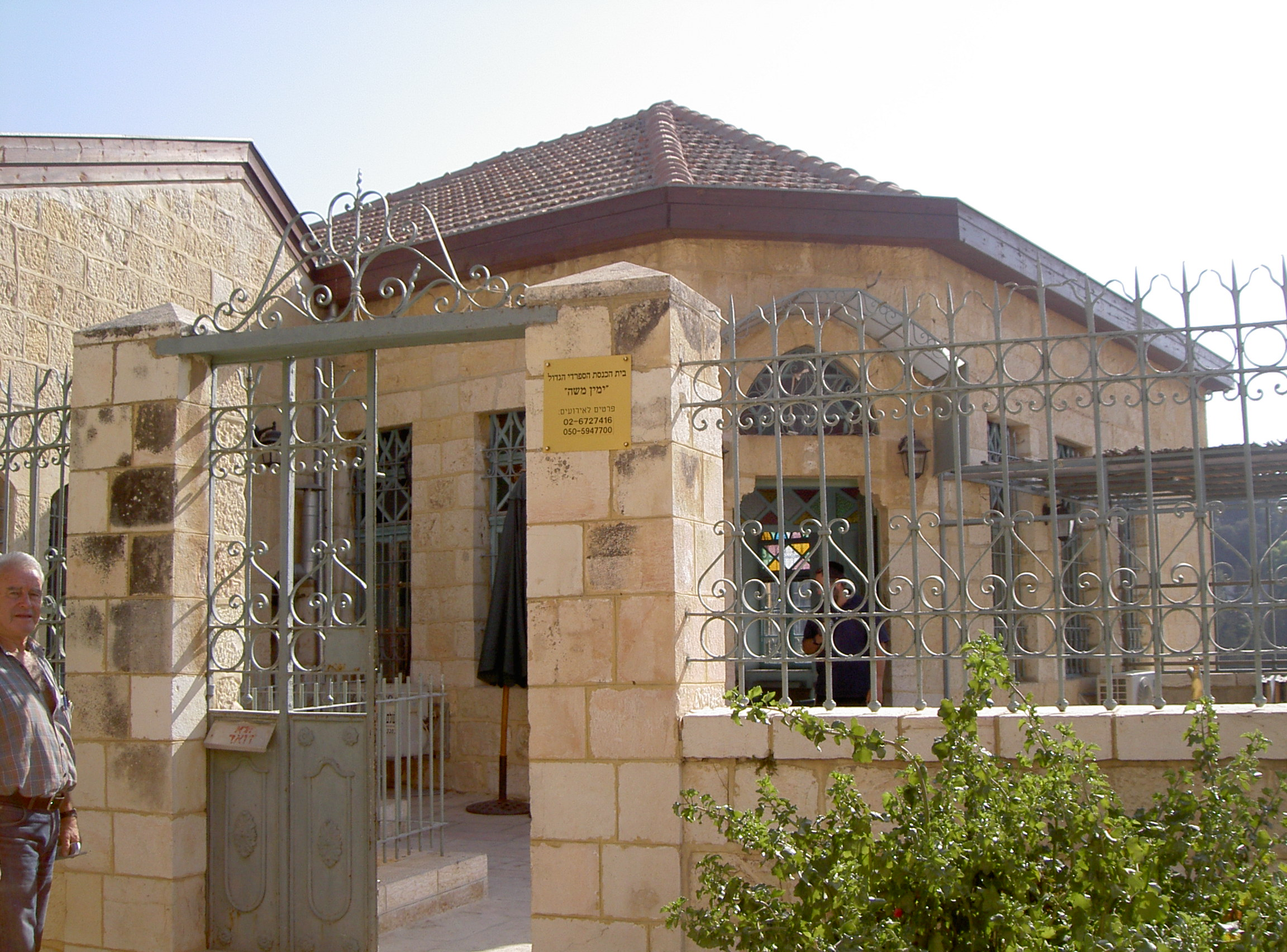
Grande Sinagoga Sefardita

### Outras instalações e projetos
Além do moinho de vento, que foi construído para permitir que os judeus pobres moessem sua própria farinha, Montefiore construiu uma prensa e uma fábrica têxtil, e ajudou a financiar várias colônias agrícolas. Ele também tentou adquirir terras aráveis para o cultivo judaico, mas foi prejudicado pelas restrições otomanas à venda de terras para não-muçulmanos.
Um edifício histórico, agora chamado Confederation House em homenagem à Confederação Mundial dos Sionistas Unidos (ver artigo de Kalman Sultanik), situado na parte de trás do King David Hotel e imediatamente ao lado do próprio Yemin Moshe, abriga desde 1984 um centro de música étnica e poesia.

## Hoje

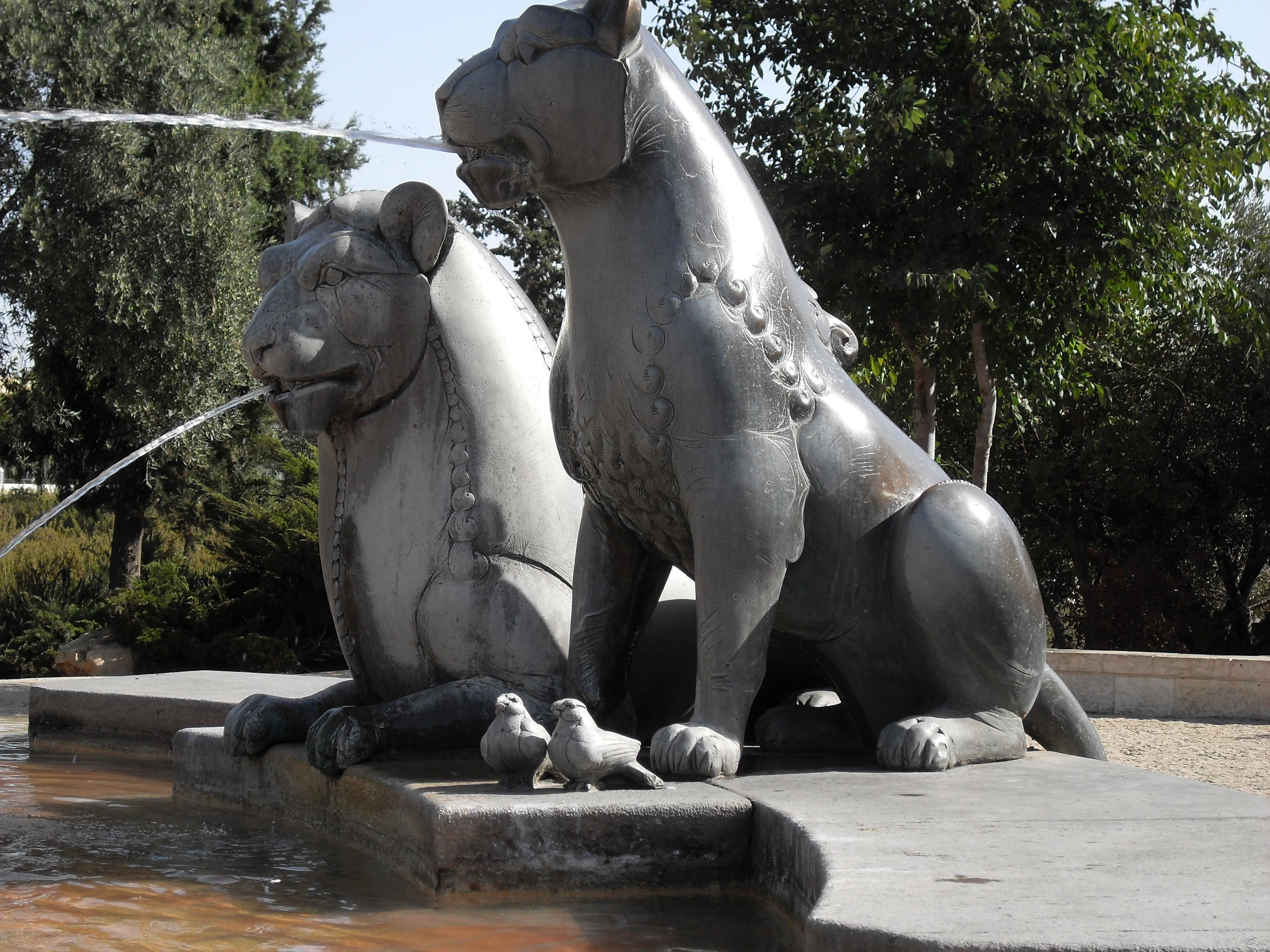
Jardins de Yemin Moshe – Fonte dos Leões, Jerusalém

Yemin Moshe é agora um bairro de luxo rodeado por jardins com uma vista panorâmica das muralhas da Cidade Velha. Os edifícios Mishkenot Sha'ananim foram transformados em um centro cultural e pousada para escritores, intelectuais e músicos.

## Moradores notáveis
- Daniella Kertesz (nascida em 1989), atriz